# Хэй, Чак
Чарльз «Чак» Хэй (англ. Charles «Chuck» Hay; 22 апреля 1930, Шотландия — 4 августа 2017, Перт) — шотландский кёрлингист, тренер по кёрлингу, спортивный функционер.
Играл в основном на позиции четвёртого. Был скипом своей команды, в том числе и когда она в качестве мужской сборной Шотландии впервые в истории выиграла чемпионат мира в 1967 году (кроме этого, его команда принимала участие ещё в четырёх чемпионатах мира, трижды став вице-чемпионами и один раз заняв 4-е место).
Начал принимать участия в шотландских турнирах по кёрлингу в 1954. Впервые команда с его участием (где он играл на позиции третьего, а скипом был его в дальнейшем постоянный партнёр по команде Джон Брайден), выиграла турнир Perth Farmers’ Competition в 1956.
После окончания карьеры кёрлингиста работал главным арбитром (англ. Chief Umpire) на многих чемпионатах мира (как среди взрослых, так и среди юниоров) и на других важных кёрлинг-турнирах (международных, британских и шотландских).
В 1977—1978 был президентом Ассоциации кёрлинга Шотландии «Королевский шотландский клуб кёрлинга» (англ. en:Royal Caledonian Curling Club, RCCC).
С 1974 был национальным тренером RCCC, одновременно был представителем Шотландии во Всемирной федерации кёрлинга.
В 1977 за заслуги в развитии кёрлинга в Великобритании удостоен титула Кавалера ордена Британской империи (MBE).
В 2012 введён в Международный зал славы кёрлинга).

## Достижения
- Чемпионат мира по кёрлингу среди мужчин: золото (1967), серебро (1963, 1966, 1968).
- Чемпионат Шотландии по кёрлингу среди мужчин: золото (1963, 1965, 1966, 1967, 1968)[8].

## Команды
| Сезон   | Четвёртый | Третий       | Второй    | Первый          | Турниры                      |
| ------- | --------- | ------------ | --------- | --------------- | ---------------------------- |
| 1962—63 | Чак Хэй   | Джон Брайден | Алан Глен | Джимми Хэмилтон | ЧШМ 1963 · ЧМ 1963           |
| 1964—65 | Чак Хэй   | Джон Брайден | Алан Глен | Дэвид Хауи      | ЧШМ 1965 · ЧМ 1965 (4 место) |
| 1965—66 | Чак Хэй   | Джон Брайден | Алан Глен | Дэвид Хауи      | ЧШМ 1966 · ЧМ 1966           |
| 1966—67 | Чак Хэй   | Джон Брайден | Алан Глен | Дэвид Хауи      | ЧШМ 1967 · ЧМ 1967           |
| 1967—68 | Чак Хэй   | Джон Брайден | Алан Глен | Дэвид Хауи      | ЧШМ 1968 · ЧМ 1968           |

(скипы выделены полужирным шрифтом)

## Результаты как тренера национальных сборных
| Год  | Турнир                                       | Сборная   | Место |
| ---- | -------------------------------------------- | --------- | ----- |
| 1982 | Чемпионат мира по кёрлингу среди мужчин 1982 | Шотландия | 7     |

## Частная жизнь
Дети Чака — также известные шотландские кёрлингисты: сыновья Дэвид и Майк Хэй — чемпионы мира 1991 года и неоднократные чемпионы Европы.